# هدایةالمسترشدین
هدایةالمسترشدین الی اصول معالم الدین کتابی است از شیخ محمدتقی رازی ایوانکی یا شیخ محمدتقی رازی اصفهانی. هدایة المسترشدین از کتاب‌های تحقیقی در علم اصول است و شرحی است بر معالم شهید ثانی. این کتاب همواره مورد تأیید و احترام علمای اصولی شیعه بوده‌است.

## موضوع
این کتاب شرحی است پردامنه و استدلال‌محور بر کتاب بلند آوازه معالم الدین فی الاصول کتاب معالم از مشهورترین کتاب‌های اصول درسی است که طلاب علوم دینی در مرحله سطح، آن را فرا می‌گیرند. مؤلف او شیخ حسن بن زین‌الدین (درگذشته ۱۰۱۱ قمری) است که بر اثر درسی بودن، شرح‌ها و حاشیه‌های زیادی دارد و این حاشیه از پردامنه‌ترین و استوارترین آن‌ها است, که همواره مورد مراجعه و بحث بوده‌است.

## نظرات پیرامون کتاب
آیت الله آخوند گزی می‌نویسد:
درمیان علما، حاشیه شیخ و حاشیه مطلق که گویند این کتاب است.بس است در بلندی تحقیق و بلندی تبحر ذهن و فکر او، که می‌توان گفت:اکثر تحقیقات اصولیه این زمان در پیش علما ماخوذ از آن بزرگوار است.
علامه محدث نوری صاحب مستدرک الوسائل می‌گوید:
این کتاب در بین کتب اصول همچون فصل بهار در بین فصول است.
شیخ مرتضی انصاری این کتاب را تدریس می‌کرده و آن را محور پژوهش‌های اصولی خود قرار می‌داده‌است. فرزند مؤلف صاحب حاشیه,  شیخ محمدباقر نجفی اصفهانی  نیز از جمله شاگردان شیخ در تدریس این کتاب بود.

## چاپ‌ها و نسخه‌های کتاب
از آغاز تألیف کتاب در سال ۱۲۳۷هجری قمری این کتاب محل عنایت طلاب و علما بوده‌است و تا سال ۱۳۱۰قمری پنج چاپ سنگی در تهران از آن صورت می‌گیرد.
اولین چاپ در سال ۱۲۶۹هجری قمری بود. سپس در سال ۱۲۷۲هجری قمری و ۱۲۸۱هجری قمری و ۱۲۸۳هجری قمری و آخرین در سال ۱۳۱۰هجری قمری بوده‌است. چاپ ۱۲۸۳هجری قمری زیر نظر و با تعلیقات شیخ محمد طهرانی شاگرد و خواهرزاده, و داماد مؤلف, صحیح‌ترین چاپ است. وی کتاب را جمع و تنظیم کرده, و بعد از وفات مؤلف آماده نموده‌است. مؤلف, به خط خود, جلد اوّل کتاب را تکمیل می‌نماید که تا آخر مباحث (المرّة و التکرار) است, و در روز جمعه ۱۰ ربیع الآخر سال ۱۲۳۷هجری قمری به اتمام می‌رساند.
جلد دوم کتاب را تا آخر (مفهوم الوصف) به پایان رسانده‌است.
جلد سوم کتاب را شیخ محمد طهرانی, از یادداشت‌های مؤلف جمع آوری کرده و تا انتهای (اجتهاد و تقلید) تألیف نموده‌است.
همچنین وجود دست‌نوشته‌های فراوان دلیل بر توجه طلاب به این کتاب است؛ گرچه چاپ‌های متعدّد داشته و با اوائل صنعت چاپ همزمان بوده‌است.
این کتاب از سوی مؤسسه نشر اسلامی در سال ۱۴۲۰ ق چاپ و منتشر شده‌است. 